# Paul Carell
Paul Carell era el seudónimo de posguerra de Paul Karl Schmidt (Kelbra, 2 de noviembre de 1911-20 de junio de 1997), escritor y propagandista alemán. Durante la era nazi, Schmidt se desempeñó como principal portavoz de prensa del Ministerio de Relaciones Exteriores de Joachim von Ribbentrop. En este puesto durante la Segunda Guerra Mundial, mantuvo estrechos vínculos con la Wehrmacht, mientras servía en la Allgemeine-SS. Una de sus especialidades fue la «cuestión judía». Después de la guerra, Carell se convirtió en un autor exitoso cuyos libros idealizaron y blanquearon a la Wehrmacht.

## Carrera antes y durante la Segunda Guerra Mundial
Paul Karl Schmidt se convirtió en miembro del Partido Nazi en 1931 y en miembro de las SS en 1938. Se graduó de la universidad en 1934 y se convirtió en asistente en el Instituto de Psicología de la Universidad de Kiel en Alemania. Ocupó varios cargos en la Asociación de Estudiantes Nazis.
En las SS, Schmidt fue ascendido al rango de Obersturmbannführer en 1940. Durante el mismo año, se convirtió en el principal portavoz de prensa del ministro de Relaciones Exteriores, Joachim von Ribbentrop. En este puesto, fue responsable de la división de noticias y prensa del Ministerio de Relaciones Exteriores de Alemania.
Schmidt presidió las conferencias de prensa diarias del ministerio y, por lo tanto, fue uno de los propagandistas más importantes e influyentes del nazismo durante la Segunda Guerra Mundial. Estudios recientes confirman que su influencia estuvo al menos al mismo nivel que la de Otto Dietrich (Reichspressechef de Adolf Hitler) y de Hans Fritzsche (jefe de prensa del Reichspropagandaministerium). Schmidt también fue responsable de la revista de propaganda alemana Signal, que se publicó en varios idiomas para contar la versión alemana de la historia en los países neutrales y ocupados durante la guerra.

Schmidt justificó el Holocausto a través de sus esfuerzos de propaganda. En mayo de 1944, dio consejos sobre cómo justificar la deportación y el asesinato de judíos húngaros, para contrarrestar la posible acusación de asesinato en masa:
La empresa planeada [contra los judíos de Budapest] creará una atención significativa y provocará una fuerte reacción debido a su alcance. Los que están en contra de nosotros gritarán y hablarán de una cacería de seres humanos, y tratarán de utilizar la propaganda del terror para aumentar los sentimientos contra nosotros en los estados neutrales. Por lo tanto, me gustaría sugerir si no sería posible prevenir estas cosas creando razones y eventos que justifiquen la empresa, por ejemplo, encontrar explosivos en los edificios de las asociaciones judías y en las sinagogas, planes para ataques de sabotaje, para un golpe de estado, ataques a policías, contrabando de moneda en cantidades significativas para destruir el tejido de la moneda húngara. La pieza final de esto debe ser un caso particularmente atroz, que luego puede ser utilizado para justificar la red de arrastre.
Schmidt fue arrestado el 6 de mayo de 1945 e internado durante 30 meses. Se dejó abierta la cuestión durante mucho tiempo de si él aparecería como uno de los acusados o como testigo de cargo durante los juicios por crímenes de guerra. Durante el Juicio de los Ministerios, parte de los Juicios de Núremberg, finalmente compareció como testigo de cargo y se presentó a sí mismo como un luchador por la libertad democrática de prensa.

## De la posguerra
Después de la Segunda Guerra Mundial, Schmidt se convirtió en escritor. Con la ayuda de la red de «viejos camaradas» que trabajaban en la industria editorial, pudo conseguir que se le encargaran algunos trabajos. A partir de la década de 1950, escribió para la popular revista Kristall. Primero usó el seudónimo Paul Karell, y luego Paul Carell.
Trabajó como autor independiente bajo varios pseudónimos en periódicos como Die Welt y Die Zeit (como PC Holm, entre otros). También escribió para las revistas Norddeutsche Rundschau y Der Spiegel, y publicó algunos relatos de historias de guerra para Der Landser, una revista pulp de Alemania Occidental que presenta historias predominantemente ambientadas en la Segunda Guerra Mundial. Fue visto como un influyente asesor de la alemana Axel Springer AG, donde escribió discursos para Axel Springer.
De 1965 a 1971, la Oficina del Fiscal del Estado de Verden en Alemania lo investigó por asesinato. Pero la investigación, que según algunos debería haber aclarado su papel en el genocidio de los judíos húngaros, terminó sin una acusación. Schmidt nunca tuvo que enfrentarse a un juicio por sus actividades durante la guerra.
En 1992, Carell afirmó que incluso después de la batalla de Stalingrado, Alemania tenía la posibilidad de ganar la guerra. En su opinión, fue principalmente el mando de Adolf Hitler lo que condujo a la derrota. El liderazgo de la Wehrmacht y comandantes muy competentes como Erich von Manstein podrían haber logrado la victoria si no fuera por la interferencia de Hitler. Carell también afirmó que la invasión de la Unión Soviética fue un ataque preventivo para prevenir una invasión de Alemania por parte del Ejército Rojo.

## Carrera de escritor
El éxito de sus libros Operación barbarroja (Unternehmen Barbarossa) y Tierra calcinada (Verbrannte Erde) convirtió a Carell en un destacado cronista de posguerra del lado alemán de la Segunda Guerra Mundial en el frente oriental. Su libro Die Gefangenen (1980), que trata sobre los prisioneros de guerra alemanes en la Unión Soviética, fue publicado por Ullstein-Verlag. Estos libros, en general, tuvieron una recepción mediática positiva; Die Welt escribió, por ejemplo: «Ayuda a reducir el disgusto entre alemanes y rusos [...] calificado como historiador». O el Düsseldorfer Mittag: «Alguien para quien la seriedad de la fuente y el valor de la documentación son más importantes que buscar emociones baratas, ¡ese es Paul Carell!». Carell también escribió sobre Rommel y sobre la invasión aliada de Normandía.
En sus libros, Carell retrata a la Wehrmacht como héroes que luchan por una causa perdida. Carell presenta, según sus críticos, un mensaje revisionista de la posguerra, popularizado por primera vez por los principales generales de la Wehrmacht :
- El soldado alemán libró una guerra limpia que le impuso un malvado dictador (no se menciona la guerra de agresión y aniquilamiento, que fue realmente la guerra en el Este).[6]
- Las Waffen-SS aparecen como soldados como todos los demás.
- Al final, los abrumadores recursos materiales y humanos del enemigo derrotan a los alemanes.[1]

Los críticos señalan que las obras de Carell enfatizan la profesionalidad, el sacrificio y los encuentros positivos con los civiles del ejército alemán, y sus libros también sugieren que la Wehrmacht liberó a los rusos de sus tiranos comunistas y restauró su comunidad religiosa.
Los críticos también sugieren que en las obras de Carell, el ejército operaba en un mundo distinto de la esfera política, y los culpables de cualquier calamidad que le sucediera al pueblo ruso gobiernan esta esfera política, a saber, los partidos nazi y comunista. La idea central de este argumento confirmaba así la alta posición moral del oficial alemán, perpetuando el mito de la «Wehrmacht limpia». Los temas de anticomunismo de Carell también atrajeron al público estadounidense y obtuvieron reimpresiones repetidas de sus libros.

## Publicaciones
- Sie kommen! Die Invasion der Amerikaner und Briten in der Normandie 1944 (1960). Publicado en español como ¡Ya vienen!: El informe alemán acerca de la invasión y la batalla de ochenta días por la posesión de Francia
- Unternehmen Barbarossa Der Marsch nach Rußland (1963). Publicado en español como Operación Barbarroja: La invasión de Rusia.
- Die Wüstenfüchse. Mit Rommel in Afrika (1964). Publicado en español como Los zorros del desierto.
- Verbrannte Erde (1964). Publicado en español como Tierra calcinada: La guerra en el frente ruso, 1943-1944.
- Die Gefangenen. Leben und Überleben deutscher Soldaten hinter Stacheldraht (1980)
- Stalingrad. Sieg und Untergang der 6. Armee (1992)